# Хищная рыба
Хищные рыбы — рыбы, охотящиеся на других рыб или водных животных. К хищным относятся: пресноводный окунь, щука, судак, лосось озерный, кумжа и другие виды.
Популяции крупных хищных рыб в Мировом океане к 2003 году составили около 10 % от их доиндустриального уровня. Именно они наиболее подвержены риску вымирания. Во время мел-палеогенового вымирания 66 миллионов лет назад наблюдался непропорционально высокий уровень вымирания крупных хищных рыб. Было установлено, что создание морских заповедников позволяет восстановить популяции крупных хищных рыб, таких как Serranidae — груперы и морские окуни.
Хищные рыбы переключаются между типами добычи в ответ на колебания их численности. Такие изменения предпочтений непропорциональны и считаются эволюционно эффективными. Хищные рыбы могут стать вредителями, если они будут интродуцированы в экосистему, в которой они станут новыми высшими хищниками. Примером, который вызвал много проблем в Мэриленде и Флориде, является рыба-змееголов.
Хищные рыбы, такие как акулы, большие корифены, марлины и тунцы, составляют часть рациона человека и являются целью рыболовства, но они, как правило, концентрируют значительные количества ртути в своем организме, если находятся в верхней части пищевой цепи, особенно в качестве высших хищников, из-за биомагнификации.
Хищники являются важным фактором, который следует учитывать при рыболовстве, и методы для этого доступны и используются в некоторых местах.
В хищных рыбах, а именно в щуке, окуне, соме, скумбрии, тунце чаще накапливается ртуть в опасных для человека концентрациях, чем в «мирных» рыбах. Если для содержания ртути в организме «мирных» рыб норма — 0,3 мг на килограмм сырой массы, то для хищных — 0,6 мг/кг. То же характерно и для двух других опасных тяжёлых металлов — кадмия и свинца.